# Zheng Jie
Zheng Jie, (kinesiska: 郑洁; pinyin: Zhèng Jié; född den 5 juli, 1983 i Chengdu, Sichuan), är en kinesisk, professionell, högerhänt tennisspelare. Hon blev den första kinesiskan någonsin att nå en semifinal i en Grand Slam-turnering efter att ha besegrat världsettan och serbiskan Ana Ivanovic vid Wimbledonmästerskapen säsongen 2008.

## Tenniskarriären
Zheng Jie debuterade först vid ITF-touren i Kina från 2000, där hon hade vunnit sammanlagt fyra ITF-singeltitlar och sexton dubbeltitlar under tävlingen, innan hon fick inträde till en arrangerad tävling i WTA i Shanghai, Kina i september säsongen 2002. Väl inne i tävlingen lyckades Jie första gången endast nå andra omgången, där hon föll mot Anna Kournikova. Vid slutet av året avancerade hon till en 183:e plats på världsrankingen.
Säsongen 2003 lyckades Jie kvalificera sig andra gången till en WTA-tävling i den indiska staden Hyderabad. Där ställdes hon mot den dåvarande världstrean Mary Pierce, där hon ledde och vann första omgången, innan Pierce kunde reducera de återstående tre matcherna. Samma år lyckades Jie även kvalificera sig till de asiatiska spelen i Doha, där hon åkte ut redan i den första omgången. 
Senare i juli vann Jie tre ITF-tävlingar på raken, först tre kvalificeringsmatcher mot spanskan Nuria Llagostera Vives i italienska Gorizia och senare mot Alona Bondarenko i Palermo och slutligen mot Maria Elena Camerin, innan det blev förlust mot Melinda Czink i kvartsfinalen.
I Bronx i augusti överraskade Jie genom att besegra spelare som Shenay Perry och Jamea Jackson, men även Akiko Morigami, Adriana Serra Zanetti och i finalen Maria Kirilenko. Den senare fick revansch mot Jie på US Open i september.
Men Zheng brydde sig inte om förlusten och gick istället vidare för att tävla i Bali, där hon vann de två första kvalificeringsmatcherna, med seger över kinesiskan Zi Yan och japanskan Yuka Yoshida och senare Flavia Pennetta i första omgången, ända till finalen, där thailändskan Tamarine Tanasugarn kunde sätta stopp för Jie med slutsiffrorna 6-4, 6-3.
Senare vid Japanska öppna lyckades Jie få sin revansch mot Tanasugarn och gick då vidare till sin första semifinal, där det blev förlust mot Maria Sharapova.

## Spelare och personen
Zheng Jie föddes den 25 juli 1983 i Chengdu, Sichuan i Kina och började redan spela tennis i sjuårsåldern. Senare i tioårsåldern uppmanades Jie av sin storasyster, också tennisspelare, att spela matcher. Hennes föräldrar är fadern Shu Kai Zheng och modern Zhi Bin Lei. Jie är mest känd för sin starka backhand. Inför de olika turneringarna brukar Jie tränas av Li Chen, huvudcoachen för det kinesiska tennislandslaget. Hon är gift med Zhang Yu, som även är hennes tennispartner. Förutom tennisen har Jie även andra sportintressen, golf, bordtennis och badminton.

## Meriter

### WTA-finaler (16)

#### Singelvinster (3)
| År   | Mästerskap         | Finalmotståndare  | Setsiffror            |
| 2005 | Hobart, Australien | Gisela Dulko      | 6-2, 6-0              |
| 2006 | Estoril, Portugal  | Li Na             | 6-7 (5), 7-5 uppgiven |
| 2006 | Stockholm, Sverige | Anastasia Myskina | 6-4, 6-1              |

#### Förluster (1)
| År   | Mästerskap      | Finalmotståndare       | Setsiffror |
| 2005 | Guangzhou, Kina | Nuria Llagostera Vives | 7-5, 6-4   |